# كردينيا (قرطبة)
بلدية كَردينيا (بالإسبانية: Cardeña)، هي إحدى بلديات مقاطعة قرطبة إحدى مقاطعات إسبانيا، و التي تقع في منطقة الأندلس جنوب إسبانيا. بلغ عدد سكانها 1.717 نسمة وفقاً لإحصائية سنة (2007).